# Elias Hicks
Pour les articles homonymes, voir Hicks.
Elias Hicks est né le 19 mars 1748 et mort le 27 février 1830. Il est un prédicateur quaker itinérant, originaire de Long Island (New York). Ses positions concernant la doctrine amènent la Société religieuse des Amis (quakers) à son premier schisme. Il est le cousin du peintre Edward Hicks.

## Biographie

### Jeunesse
Elias Hicks est né à sur l'île de Long Island, dans l'État de New York. Ses parents ne sont pas quakers, il devient membre de la Société religieuse des Amis (quakers) vers l'âge de 20 ans, par conviction.
Il épouse Jemima Seaman en 1771. Le couple vit dans la ferme familiale de Jemina. Hicks reprend l'exploitation de la ferme après le décès de ses beaux-parents. Ils ont onze enfants.

### Ministère
Vers l'âge de 27 ans, Hicks est reconnu comme prédicateur par les Amis. C'est un orateur doué, avec une voix forte, une grande assurance et un style dramatique.
Hicks est l'un des premiers abolitionnistes parmi les Amis. Il s'implique beaucoup et s'exprime souvent sur l'esclavage. Ses « Observations sur l'esclavage des Africains » de 1811 demandent un boycott des produits de l'esclavage, c'est l'un des premiers appels au boycott pour des réformes sociales aux États-Unis.

### Opinions théologiques
Hicks considère « l'obéissance à la lumière intérieure » comme le principe fondateur de la Société religieuse des Amis. Sur plusieurs points, il s'oppose aux enseignements traditionnels du christianisme (la virginité de Marie, la divinité complète du Christ, l'autorité du texte de la Bible), aussi ses détracteurs l'accusent-ils d'hérésie. On peut le rattacher à la tradition quiétiste d'un John Woolman.
Ces opinions vont dans le sens de la libre-pensée qui prévaut déjà aux États-Unis, en particulier parmi les déistes tels que Thomas Paine. L'aspect le plus original de la théologie de Hicks est son rejet de l'attribution à Satan de l'origine des « passions » et « propensions » humaines. Ses attitudes libérales envers la sexualité alarment ses détracteurs.

### Conflits au sein de la Société des Amis
La controverse autour des enseignements de Hicks cause la division de l'Assemblée annuelle de Philadelphie dès 1828. D'autres suivent, dont New York, Baltimore, Ohio et Indiana. Les groupes qui suivent Hicks sont généralement appelés « Hicksites », et leurs opposants « Orthodoxes ».
La division n'est pas seulement doctrinale, elle reflète aussi les tensions entre les Amis des villes et ceux vivant loin des grandes communautés et Assemblées. Les « Hicksites » sont principalement des Amis de la campagne, à l'opposé les Amis de Philadelphie sont souvent de riches commerçants.

### Fin de vie
À l'âge de 80 ans, Hicks fait son dernier voyage de prédicateur. Il couvre près de 4000 kilomètres, harcelé par les Amis « orthodoxes » sur son chemin. Un coup le laisse partiellement paralysé et il meurt peu après dans sa maison de Jericho, New York.
Il reste une figure controversée longtemps après sa mort.

### Sermons et essais de Elias Hicks
- (en) Elias Hicks, Observations on the Slavery of the Africans and Their Descendants and on the Use of the Produce of their Labour, Letters of Elias Hicks, Philadelphia: T. Ellwood Chapman, 1861. (Essay first published 1811; from the Second Edition, 1814.) [lire en ligne]
- (en) Elias Hicks, A doctrinal epistle, Philadelphie, S. Potter, 1824, 39 p."written by Elias Hicks, of Jericho, on Long Island, in the year 1820: purporting to be an exposition of Christian doctrine, respecting the nature and office of Jesus Christ. With references to those texts of scripture by which its truth, or fallacy, may be readily tested"
- (en) Elias Hicks, Let brotherly love continue / Strenghtening the hand of the oppressor / Fallen angels, A Sermon Delivered by ELIAS HICKS, at Byberry Friends Meeting, 8th day 12th month, 1824. — A Series of Extemporaneous Discourses, Delivered in the Several Meetings of the Society of Friends, in Philadelphia, Germantown, Abington, Byberry, Newtown, Falls, and Trenton, by Elias Hicks, A Minister in Said Society. Taken in Short Hand by M.T.C. Gould. Philadelphia: Published by Joseph & Edward Parker, 1825, pages 154-184. [lire en ligne]
- (en) Elias Hicks, The Blood of Jesus : A Sermon and Prayer Delivered by Elias Hicks, at Darby Meeting, Philadelphia Yearly Meeting, November 15, 1826. — Publié dans The Quaker, Vol. I No. 1 (sans date), pages 1-22. [lire en ligne]
- (en) Elias Hicks, Let love be without dissimulation, A Sermon Delivered by Elias Hicks, at Pine Street Meeting in Philadelphia, December 10, 1826. With Responses to Hicks by Jonathan Evans and Isaac Lloyd, and Responses to them by Elias Hicks and Willet Hicks — Publié dans The Quaker, Vol. 1, No. 3 (sans date, 1827), pages 49-74. [lire en ligne]
- (en) Elias Hicks, Peace, be still, A Sermon Delivered by Elias Hicks, Followed With Responses by Jerusha Curtis and Philadelphia Pemberton, A Response to them by Elias Hicks […]. — Publié dans The Quaker, Vol. I, No. 5, 1827, pages 105-143. [lire en ligne]

### Sur Elias Hicks
- (en) Mather, Eleanor Price, Edward Hicks, Primitive Quaker : His Religion in Relation to His Art, Wallingford, Pa., Pendle Hill Publications, coll. « Pendle Hill Pamphlets ; 170 », 1970
- (en) Bliss Forbush, Introducing Elias Hicks, Philadelphie, Friends General Conference, 1984, 32 p."A condensation of Elias Hicks, Quaker liberal, published in 1956"

### Sur la séparation des Amis
- (en) Bronner, Edwin B., "The other branch" : London Yearly Meeting and the Hicksites, 1827-1912, Londres, Friends Historical Society, 1975, 67 p.
- (en) Larry Kuenning, Quaker Theologies in the 19th Century Separations, Westminster Theological Seminary, 1989 [lire en ligne]
- (en) H. Larry Ingle, Quakers in conflict : the Hicksite reformation, Wallingford, Pa., Pendle Hill Publications, 1998, 310 p. (ISBN 0-87574-926-7)